# 朗富特
朗富特是德国巴伐利亚州的一个市镇。总面积21.16平方公里，总人口2108人，其中男性1045人，女性1063人（2011年12月31日），人口密度100人/平方公里。